# したらじゅん子
したらじゅん子（したら じゅんこ）は、フリーアナウンサー、リポーター、フリーライター。現在は株式会社ジェイズ・ヒート代表取締役社長。東京都出身。東洋大学社会学部出身。
なおリポーター以外の名義では、本名の設楽 淳子（読み同じ）を使用している。

## 経歴
大学卒業後から圭三プロダクションに所属し、インタビュアーや司会などを行っていたが、テレビ東京系列の番組『サイクルにっぽん』においてリポーターとして各地の競輪場を巡っていた。また1985年頃からは特別競輪の優勝インタビュアーも務めるようになり、2000年代半ばまでは競輪の中継番組など出演していた。
リポーター当時から競輪に携わる女性の中でも珍しい知性派で、専門解説者並の知識を持ち合わせていたことから、ベテランとなった頃には競輪中継番組において司会進行を任されるようにもなり、現在では数多くなった女性競輪リポーターの見本的存在となっている。
競輪リポーターとして25年以上の活動を続けた後、第一線を退いたあとは個人事務所を設立して競輪関係のイベントをプロデュースしたり、映像制作会社の経営者となるなど、現在は事務方に回っているが時おり競輪関係の番組やイベントにゲストやコメンテーターとして姿を見せている。
なお競輪だけでなく、その原点といえる自転車競技にも造詣が深く、自転車雑誌などにリポート記事を寄せることもある。現在日本スポーツプレス協会会員。